# Велиева, Хаса Джагангир кызы
Хаса Джагангир кызы Велиева (азерб. Xasa Cahangir qızı Vəliyeva; 1909, Карабаглар, Нахичеванский уезд, Эриванская губерния, Российская империя — 2 июня 1984, Карабаглар, Нахичеванская АССР) — советский азербайджанский табаковод, Герой Социалистического Труда (1949).

## Биография
Родилась в 1909 году в селе Карабаглар Нахичеванского уезда Эриванской губернии (ныне в Кенгерлинском районе Нахичеванской АР Азербайджана).
Начала трудовую деятельность рядовым колхозником в колхозе имени Карла Маркса Ильичевского района. С 1948 года звеньевая в этом же колхозе.
В 1948 году достигла высоких показателей в области табаководства.
Указом Президиума Верховного Совета СССР от 14 марта 1949 года за получение высоких урожаев хлопка Велиевой Хасе Джагангир кызы присвоено звание Героя Социалистического Труда с вручением ордена Ленина и золотой медали «Серп и Молот».
Скончалась 2 июня 1984 года в родном селе.